# ISO 3166-2:SB
ISO 3166-2:SB è uno standard ISO che definisce i codici geografici delle suddivisioni delle Isole Salomone; è un sottogruppo dello standard ISO 3166-2.
I codici sono assegnati alle 9 province e al territorio della capitale Honiara; sono formati da SB- (sigla ISO 3166-1 alpha-2 dello Stato), seguito da due lettere.

## Codici
| Codice | Provincia                     |
| ------ | ----------------------------- |
| SB-CT  | Honiara (territorio capitale) |
| SB-CE  | Centrale                      |
| SB-CH  | Choiseul                      |
| SB-GU  | Guadalcanal                   |
| SB-IS  | Isabel                        |
| SB-MK  | Makira-Ulaku                  |
| SB-ML  | Malaita                       |
| SB-RB  | Rennell e Bellona             |
| SB-TE  | Temotu                        |
| SB-WE  | Occidentale                   |